# Weßlinger See
Weßlinger See' là hồ nhỏ nhất ở Fünfseenland ở Oberbayern. Nó nằm hoàn toàn trong xã Weßling.

## Tổng quát
Do kích thước nhỏ và không có phụ lưu tự nhiên, nó là một trong những hồ ấm nhất vào mùa hè và là hồ đầu tiên đóng băng vào mùa đông. Nhờ đó, đặc biệt vào mùa hè, hồ thu hút rất nhiều du khách từ Vùng đô thị München. Bắt đầu từ thế kỷ 19, phong cảnh ngoạn mục tại vùng đồi núi dưới chân dãy núi bayerische Alpen cũng đã thu hút một số họa sĩ và các nhà điêu khắc (ví dụ: Carl Schuch, Pierre-Auguste Renoir, Wilhelm Trübner) đến xã Weßling 

## Điều kiện môi trường

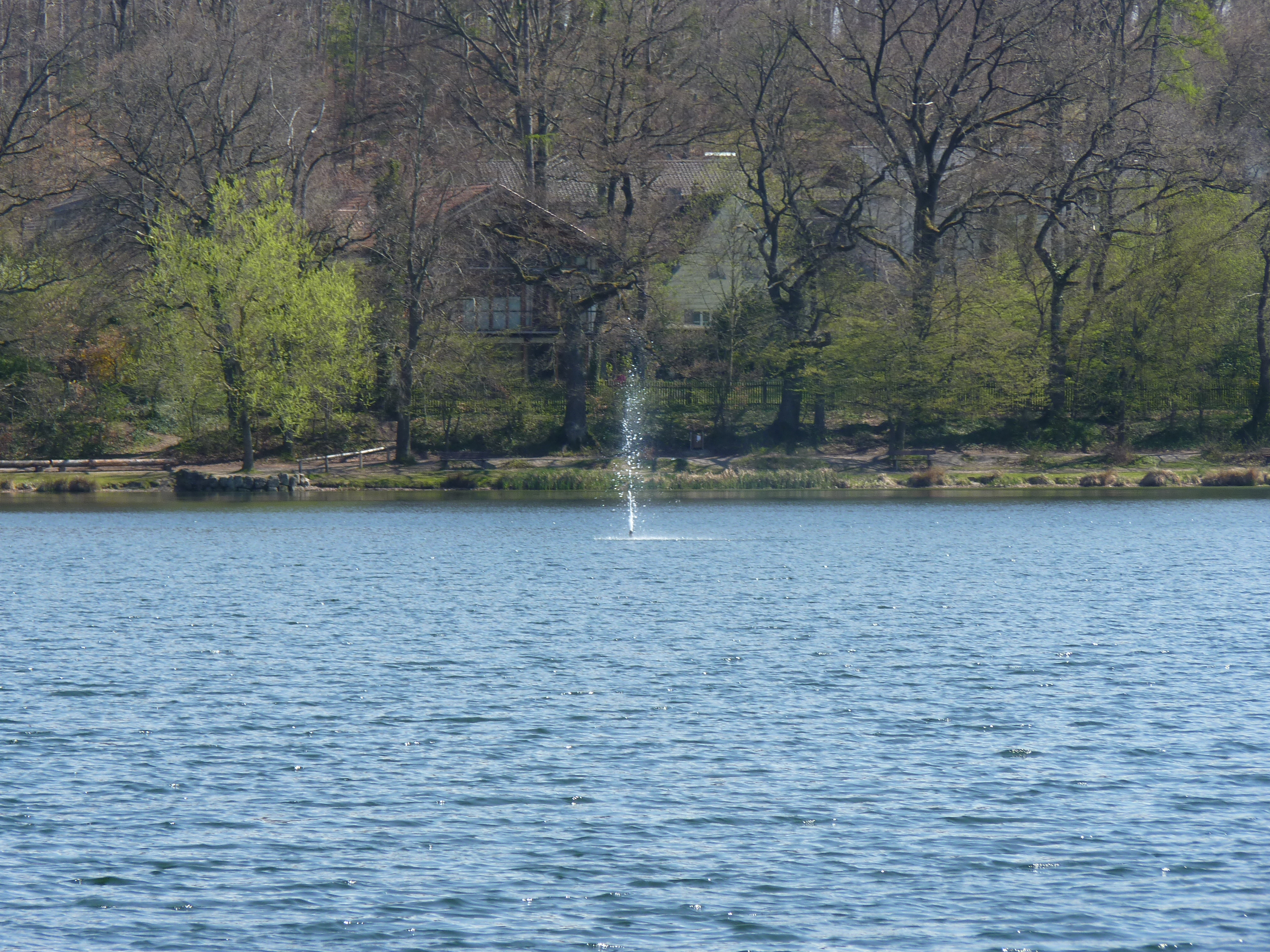
Đài phun nước từ máy bơm oxygen

Weßlinger See là một hồ cô đọng. Có nghĩa là nó không có nguồn nước chảy vào hay chạy ra tự nhiên, chỉ được cấp nước từ các nguồn nước ngầm. Do đó nó cũng không có cá sinh trưởng tự nhiên. Cá mà được đưa vào với mục đích thương mại, thường chết sớm vì thiếu oxygen. Một phần cũng vì nhiều người đến tắm và cũng vì canh tác quá mức, do tưới phân bón quá nhiều. Để giải quyết điều này, cuối thập niên 70 thế kỷ trước, một cái bơm oxygen được thiết kế ở giữa hồ, để bơm oxygen vào hồ, để cho nước ở độ sâu có không khí. Tương tự như một mạch nước phun, nó phun nước lên không, theo một lịch trình nhất định. 

## Hình ảnh

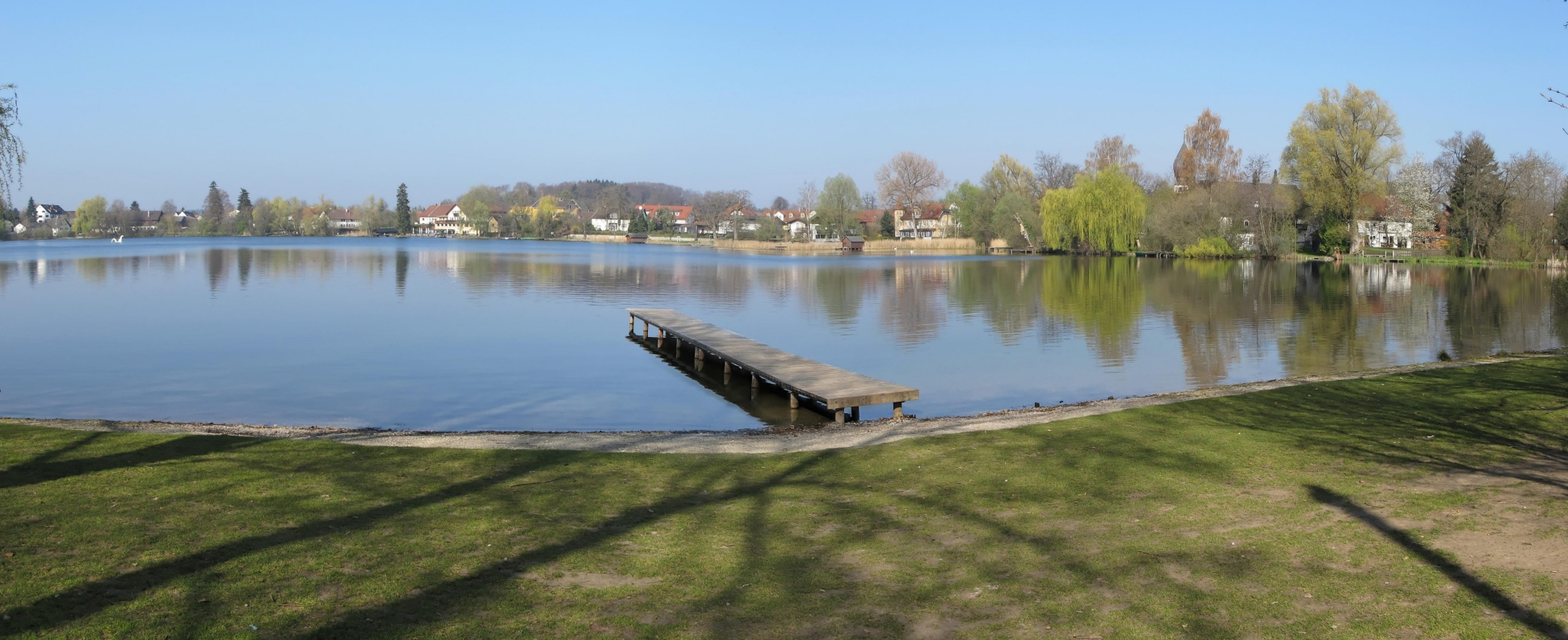
Quang cảnh hồ Weßling
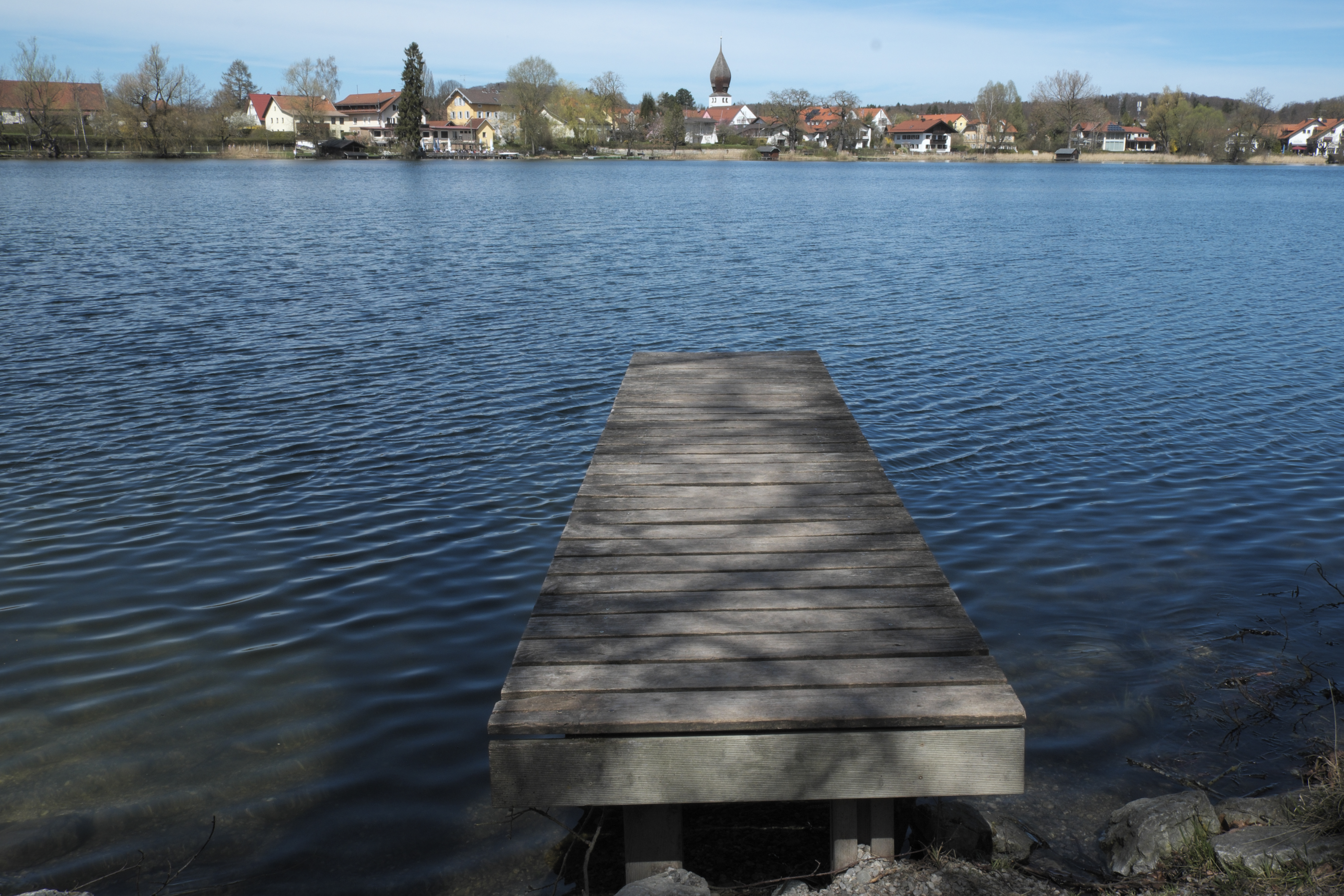
Cầu tắm ở Hồ Weßling
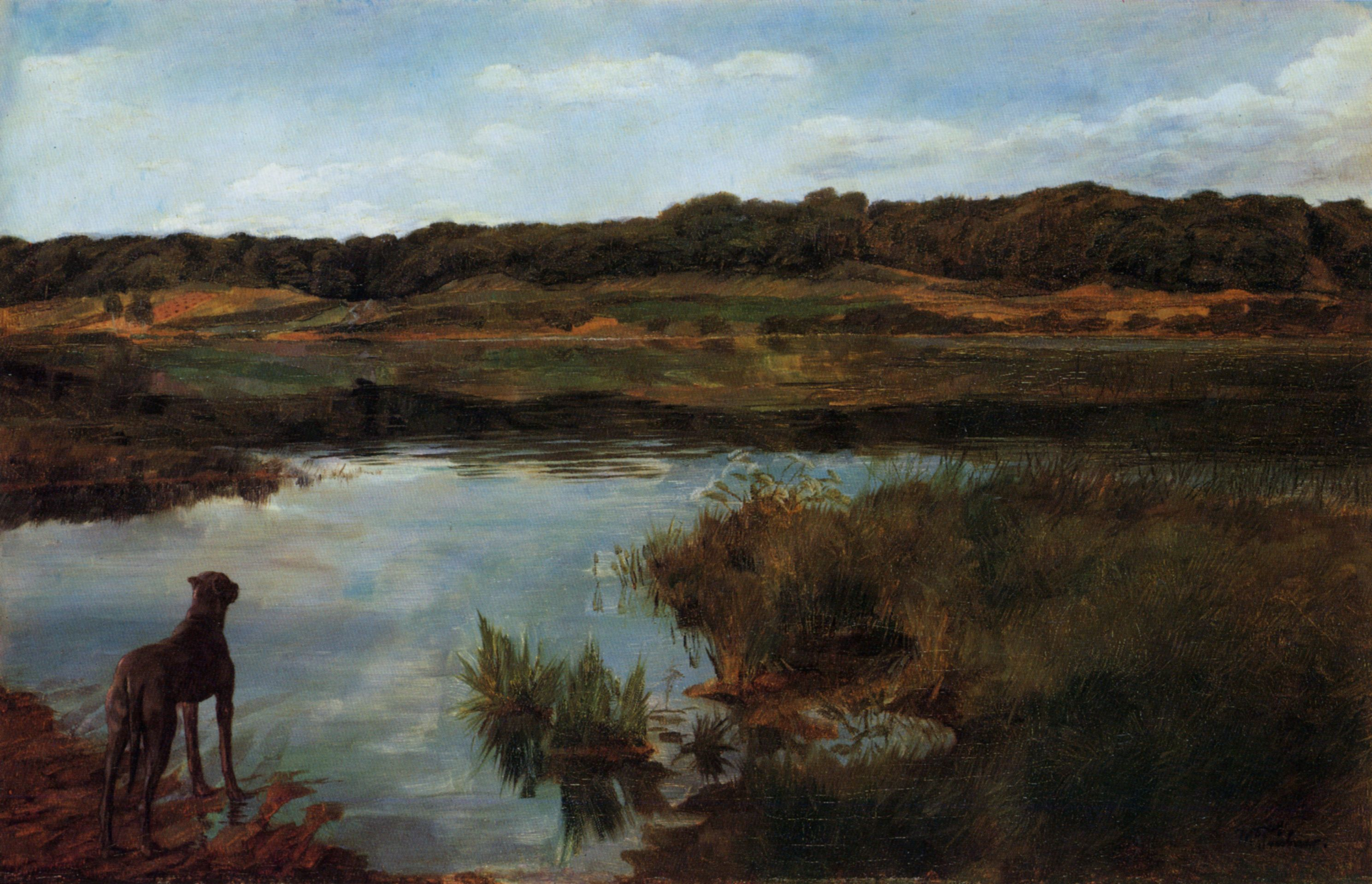
Hồ Weßling được Wilhelm Trübner vẽ
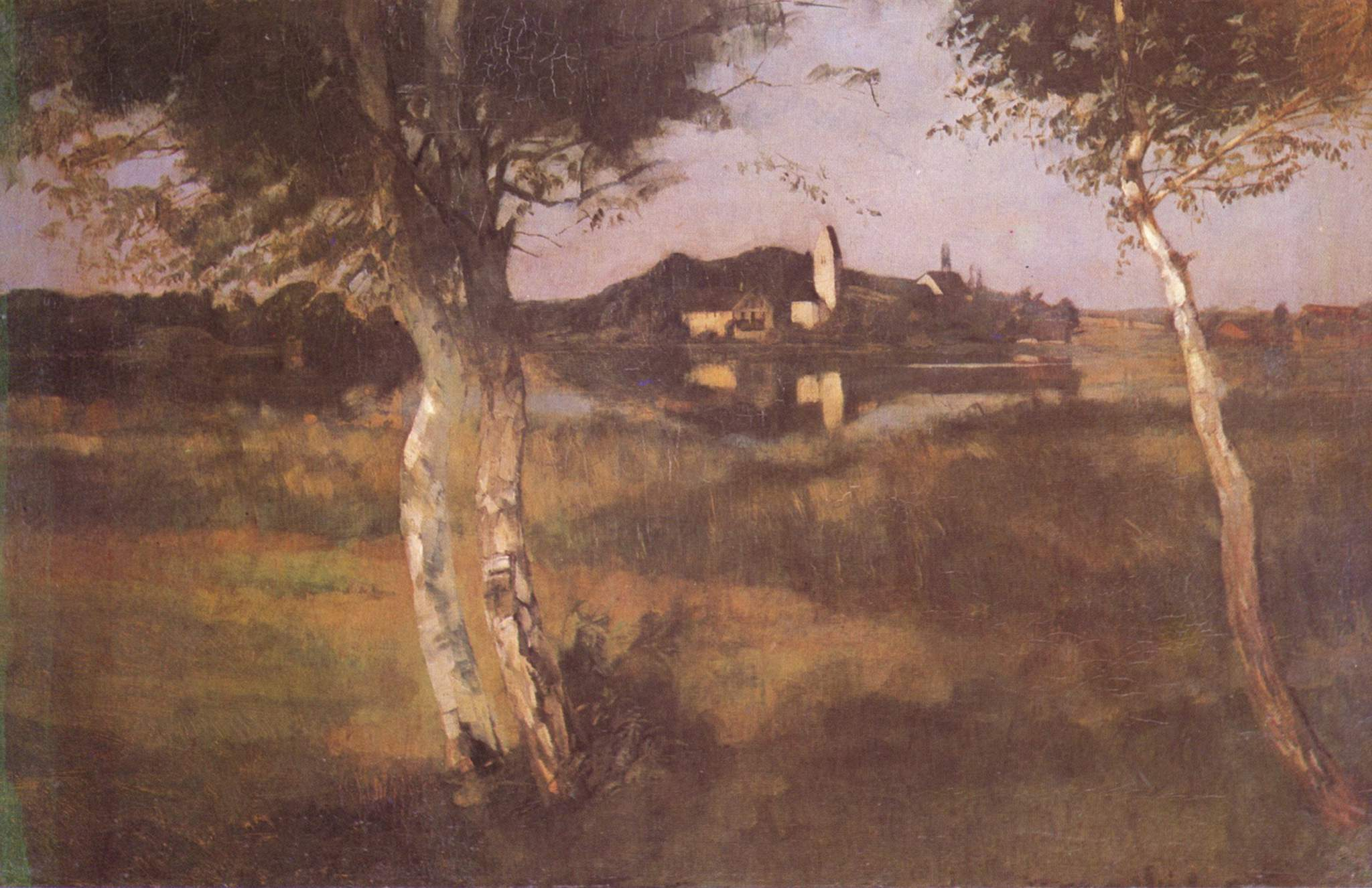
Hồ Weßling được Carl Schuch  vẽ